# Scholastica von Manteuffel
Maria Kunigunde Scholastica von Manteuffel (* ~ 1630; † 1692 im Kloster Eibingen bei Rüdesheim) war Äbtissin zu St. Ruppertsberg und Eibingen.

## Abstammung und Familie
Scholastica von Manteuffel entstammte dem Hause Broitz der hinterpommerschen Adelsfamilie Manteuffel. Sie war die Tochter des Ventz (Vincenz) von Manteuffel (* ~ 1595; † 1642), kgl. schwedischer Rittmeister, und der Kunigunde Juliane Albertine Freiin Thüngen (* 3. Mai 1600; † 1675 in Würzburg). Ihr Neffe war der Truchsess und kurbayerische Kämmerer Franz Josef von Manteuffel.

## Leben

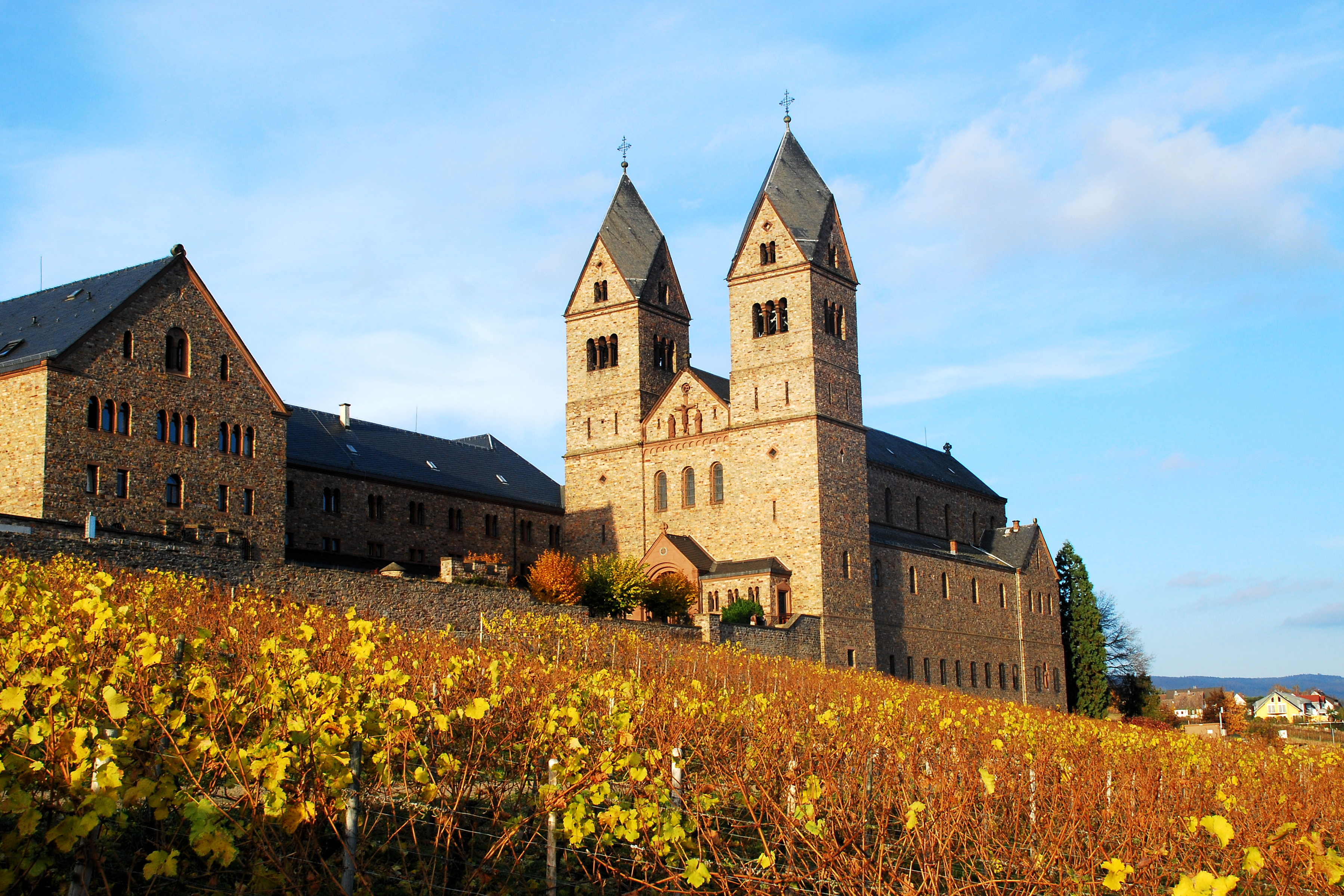
Abtei St. Hildegard (Rüdesheim am Rhein), Nachfolgerin der ehemaligen Klöster Rupertsberg und Eibingen.

Scholasticas Vater, Protestant aus Hinterpommern, verließ während des Dreißigjährigen Krieges das väterliche Gut und begab sich in schwedische Dienste. Später siedelte er ins Frankenland über und ehelichte im Jahre 1630 Juliane Albertine Spät von Zwiefalten, verwitwete Freiin Thüngen. Am 2. April 1640 nahm er in Mainz den katholischen Glauben an, da trat Scholastica ins Kloster Eibingen ein, dessen Äbtissin sie von 1669 bis zu ihrem Ableben 1692 war. Scholasticas Nachfolgerin, Maria Antonetta Mühl zu Ulmen, notierte nach ihrer Wahl zur Äbtissin ihre ersten Ausgaben. Sie betrafen die Kosten für die Beisetzung der Scholastica für Sarg, Leichenwagen, Totenzettel, Tinte, Schreibfedern und Siegelwachs. 
Bereits als Nonne und Verwalterin der klösterlichen Ländereien und Weinberge machte Scholastica in besonderer Weise auf sich aufmerksam. Von ihr sind Aufzeichnungen der Dritteilweinberge in Bingen vom 7. und 8. Oktober 1667 überliefert. Dort wurden in 92 Posten die einzelnen Weinberge mit Angabe der Lage, Grenzen und Namen der Pächter mit kurzen Bemerkungen wie ′Bene!′ ′Ist noch zu jung!′, ′Ist 1660 gerodet′ oder ′Soll noch ein Jahr frei haben′ angeführt. Weiter notierte sie 1667 den Beginn der Weinlese am 15. Oktober auf dem Rupertsberg im sogenannten ′Conventgarten′, die bis zum 30. Oktober andauerte.

## Historische Bedeutung

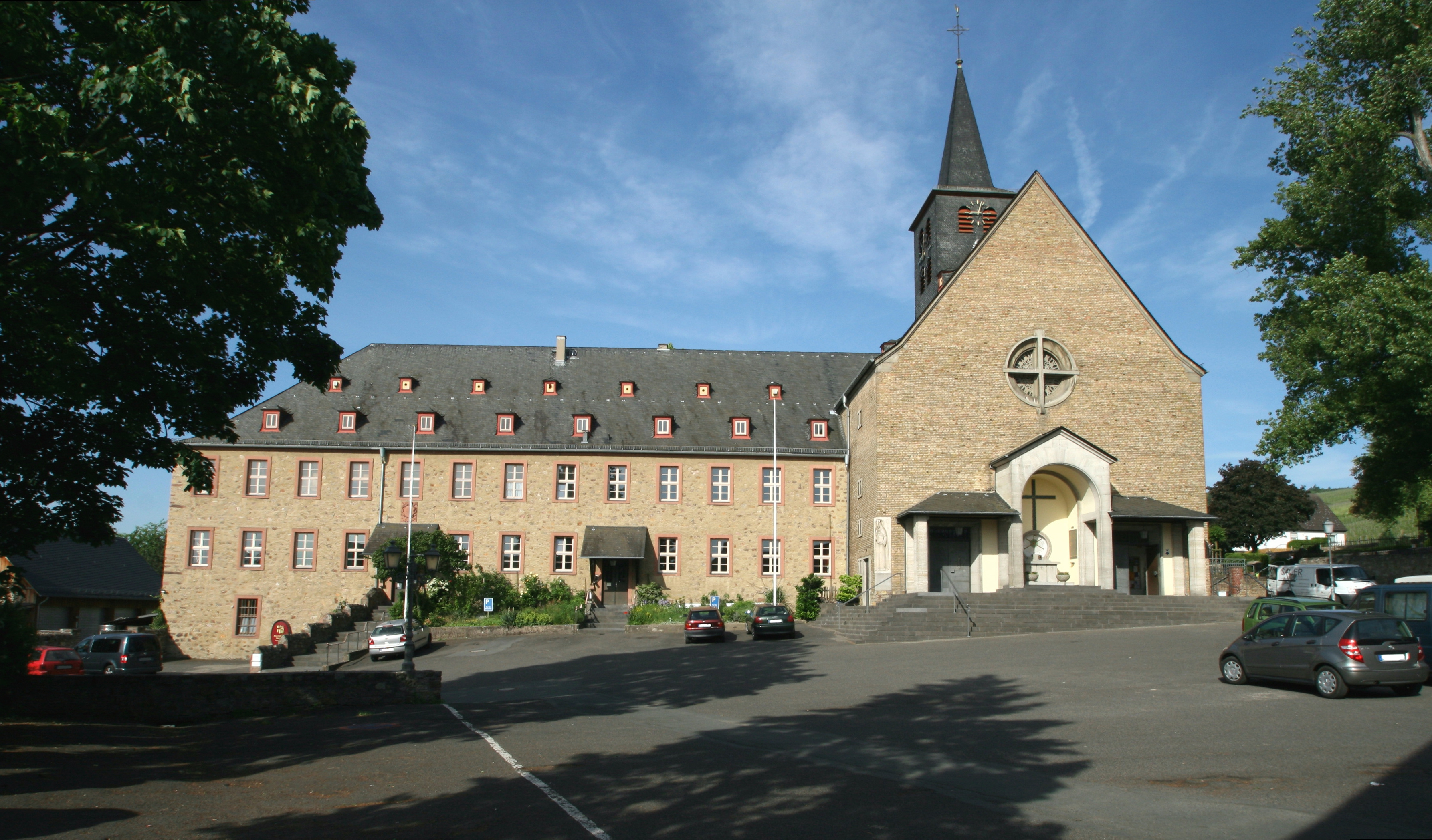
St. Hildegard (Eibingen), Neubau nach dem Brand von 1932

Als Äbtissin von Rupertsberg und Eibingen begann sie dank ihrer wirtschaftlichen Geschicke und der damit einhergehenden prosperierenden Finanzsituation des Klosters, 1681 mit dem Neubau eines Großteils des baufälligen Klosters und dem Bau einer neuen Kirche im Kloster, der von Giovanni Angelo Barella aus Mainz 1684 fertiggestellt wurde. In dem sogenannten ′Kleinen Saal′ des alten Eibinger Klosters, zierten einst 43 Familienwappen das aus dem Jahre 1739 stammende Deckengemälde (unter Johann Valentin Thomann); eines davon war ihr Wappen. Die Decke wurde durch einen Brand am 4. September 1932 nahezu vollständig vernichtet. Der barocke Bau wurde bis 1935 durch einen Neubau ersetzt.